# SIPOC
In un contesto di process improvement, uno schema SIPOC (talvolta indicato come COPIS) è uno strumento che permette di sintetizzare gli input e gli output di uno o più processi aziendali in forma tabellare. Il significato dell'acronimo è dato dalle parole Suppliers, Inputs, Process, Outputs, and Customers che formano l'intestazione delle colonne della tabella. Già in uso nei programmi di qualità totale degli anni Ottanta, trova la sua collocazione più recente in contesti quali il Six Sigma o il Lean.
Per focalizzare l'attenzione sulle necessità del cliente, lo strumento viene talvolta chiamato COPIS e contestualmente rimodellato per avere le colonne in ordine inverso rispetto al canonico SIPOC, compilando il processo a partire dal cliente e risalendo il processo fino al fornitore.
Un SIPOC viene spesso redatto durante la fase di definizione di un nuovo processo aziendale oppure come un evento Kaizen. Inoltre può essere redatto durante la fase di definizione di un processo DMAIC. Ci sono tre usi tipici di questo schema, a seconda dell'interlocutore:
- fungere da panoramica ad alto livello di un processo per le persone che non vi hanno familiarità;
- essere una guida per chiarire o ribadire un processo noto in persone la cui familiarità è scemata oppure divenuta obsoleta a causa di variazioni del processo stesso;
- essere un aiuto nella definizione di un nuovo processo.

Diversi aspetti di un SIPOC non sono immediatamente evidenti:
- fornitori e clienti possono essere interni o esterni all'organizzazione;
- input ed output possono essere indifferentemente materiali, servizi o informazioni;
- il focus è sulle interazioni tra varie entità (persone, reparti o aziende), piuttosto che sulle singole fasi del processo.